# 圣叙尔皮斯 (安省)
圣叙尔皮斯（法語：Saint-Sulpice，法語發音：[sɛ̃ sylpis] ⓘ）是法国东部安省的一个市镇，属于布雷斯地区布尔格区。

## 地理
圣叙尔皮斯（46°19'13"N, 5°2'30"E）面积5.26 平方千米，位于法国奥弗涅-罗讷-阿尔卑斯大区安省，该省份为法国东部省份，北起汝拉省，西北接索恩-卢瓦尔省，西接罗讷省和里昂大都会，南至伊泽尔省，东与萨瓦省、上萨瓦省和瑞士接壤。
与圣叙尔皮斯接壤的市镇（或旧市镇、城区）包括：马尔索纳、圣迪迪耶多西亚、巴热-多马坦。

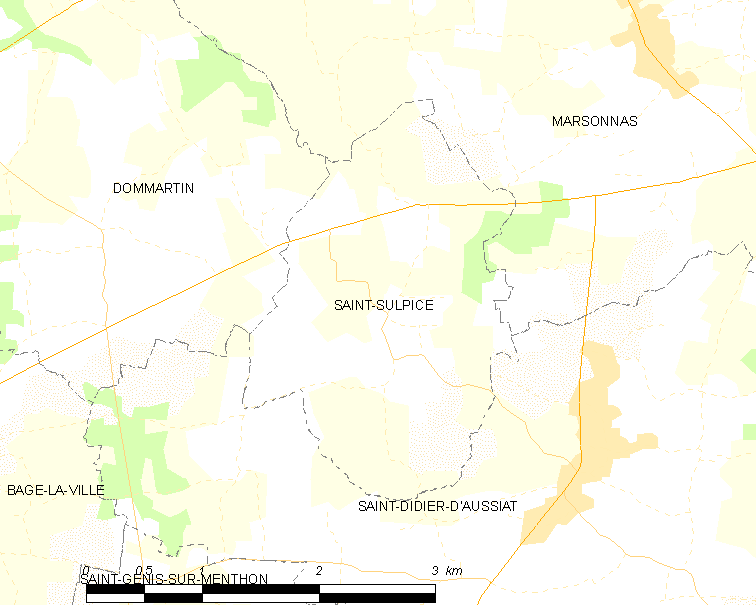
的OSM定位图

圣叙尔皮斯的时区为UTC+01:00、UTC+02:00（夏令时）。

## 行政
圣叙尔皮斯的邮政编码为01340，INSEE市镇编码为01387。

## 政治
圣叙尔皮斯所属的省级选区为阿蒂尼亚县。

## 人口

1962-2008年间人口变化图示

圣叙尔皮斯于2022年1月1日时的人口数量为259人。